# Rob Henke
Robert „Rob“ Henke (* um 1960 in Chicago) ist ein US-amerikanischer Jazzmusiker (Trompete, Komposition).

## Leben und Wirken
Henke wuchs in Chicago auf; 1988 zog er nach New York City. Dort arbeitete er mit Künstlern wie Marie McAuliffes Ark Sextet, Nick Didkovskys Dr. Nerve und dem Walter Thompson Orchestra zusammen und leitete zudem sein eigenes Ensemble, die Washington Street Players. Seine Debüt-LP für das Label Cathexis, White Paws, erschien 1999.
Henke spielte außerdem in Formationen wie im Captain Beefheart Projekt Fast ’N’ Bulbous, bei Joe Gallant & Illuminati, Diane Moser’s Composers Big Band, im Micro-East Collective und bei Tim Ferguson Inside/Out. Mit dem Gitarristen Rolf Sturm legte er noch das Album Evening Pawn (Water Street Music, 2004) vor. Im Bereich des Jazz war er laut Tom Lord zwischen 1996 und 2021 an sechs Aufnahmesessions beteiligt.
Weiterhin war Henke musikalischer Leiter des Spirit of Life Ensembles um Daoud-David Williams. Außerdem arbeitete er mit dem Tours Soundpainting Orchestra, Gary Lucas, Phillip Johnston und Ray Barretto. Regelmäßig trat er mit dem Trio Tricycle (das er zusammen mit Jody Espina und Rolf Sturm bildete) in Europa auf. Zuletzt spielte das Trio zu Filmen von Buster Keaton und Charlie Chaplin beim Savannah Jazz Festival.
Weiterhin schrieb und spielte er Sketch-Comedy im Upright Citizen’s Brigade Theater in New York City und mit The Lunatic Fringe in Montclair, New Jersey. Seine Aufnahme Footnotes wurde von der Aaron Copland Foundation gefördert und ausgezeichnet.
Henke unterrichtete zudem Trompete, Posaune und andere Blechblasinstrumente, seit 2002 im Montclair Music Studio.

## Diskographische Hinweise
- Doctor Nerve: Did Sprinting Die? (1989)
- Marie McAuliffe's ARk Sextet (Koch Jazz, 1997)
- Joe Gallant & Illuminati: Terrapin (1999)
- Micro-East Collective: Out of My Face (2000)
- Rob Henke and The Washington Street Players: Footnotes (Twin Rivers Records 2002), mit Jim Whitney, Jody Espina, Pete MacDonald, Rolf Sturm
- Rolf Sturm, Rob Henke: Evening Pawn (Water Street Music 2004)
- Fast 'N' Bulbous: Waxed Oop (An Impetuous Stream Bubbled Up) (Cuneiform Records 2009), mit Dave Sewelson, Philip Johnston, Jesse Krakow, Richard Dworkin, Gary Lucas, Joe Fiedler